# Дарасели, Ванион Алексеевич
Ванион Алексеевич Дарасе́ли (1909 — 1954) — грузинский советский драматург.

## Биография
Родился 12 (25 мая) 1909 года в селе Кахаты (ныне Зугдидский муниципалитет, Грузия).
Литературную деятельность начал в 1928 году. Член ВКП(б) с 1940 года. В годы Великой Отечественной войны служил заместителем ответственного редактора газеты «Боец РККА» на грузинском языке.
Умер 14 апреля 1954 года.

## Пьесы
- «Киквидзе» (1941, ГрАДТ имени Ш. Руставели) о герое гражданской войны на Северном Кавказе
- «Орлиное гнездо» (1943)
- «Гамахаре» (1948, ТбАДТ имени К. Марджанишвили) о колхозниках Грузии
- «Старший брат»
- «Москва — Тбилиси»

## Награды
- орден Красной Звезды (8.9.1943)
- медали